# امیلیو د مارکی
امیلیو د مارکی (ایتالیایی: Emilio De Marchi؛ زادهٔ ۱۲ آوریل ۱۹۵۹) یک هنرپیشه اهل ایتالیا است.
از فیلم‌ها یا برنامه‌های تلویزیونی که وی در آن نقش داشته‌است می‌توان به مصائب مسیح و شیاطین سن پترزبورگ اشاره کرد.